# 德黑兰地铁DKZ3型电动车组
德黑兰地铁DKZ3型电动车组是德黑兰地铁的电动车组车款之一，现在行走于德黑兰地铁2号线。

## 简介
DKZ3型由长春轨道客车制造，为7编组，于2001年在德黑兰地铁2号线运营。与DKZ2型一样，本列车同样设置有简易驾驶室，可在必要时分割驾驶。